# Cornelia Ernst
Cornelia Ernst (ur. 30 listopada 1956 w Bad Saarow) – niemiecka polityk związana z Saksonią, posłanka do landtagu w Dreźnie (1998–2009), przewodnicząca regionalnej Die Linke, deputowana do Parlamentu Europejskiego VII, VIII i IX kadencji.

## Życiorys
Po uzyskaniu matury w 1974 wstąpiła w szeregi SED. W 1979 ukończyła studia z dziedziny pedagogiki, a w 1983 uzyskała stopień doktora na Uniwersytecie w Lipsku za dysertację naukową poświęconą historii Międzynarodowego Dnia Kobiet na terenie NRD (Zur Geschichte des Internationalen Frauentages in der Übergangsperiode vom Kapitalismus zum Sozialismus auf dem Gebiet der DDR (1945/46–1961)). Do 1991 pracowała w Instytucie Kształcenia Nauczycieli w Großenhain jako wykładowca.
W latach 1991–1998 pełniła funkcję doradcy frakcji PDS w saksońskim landtagu. Od 1995 do 2001 wykonywała obowiązki wiceprzewodniczącej partii w regionie, a od 2001 jej przewodniczącej (po 2007 przewodnicząca Die Linke). W listopadzie 1998 po raz pierwszy wybrana na posłankę do landtagu w Dreźnie (reelekcja w 2003 i 2008), gdzie zasiadała w Komisjach Spraw Wewnętrznych oraz Konstytucji, Prawa i Europejskiej. Była członkinią Rady Miejskiej w Dreźnie.
W 2009 uzyskała mandat eurodeputowanej z listy Die Linke. W Parlamencie Europejskim przystąpiła do Komisji Wolności Obywatelskich, Sprawiedliwości i Spraw Wewnętrznych oraz do frakcji Zjednoczonej Lewicy Europejskiej i Nordyckiej Zielonej Lewicy. W 2014 i 2019 z powodzeniem ubiegała się o europarlamentarną reelekcję.